# Макоцево
Макоцево (болг. Макоцево) — село в Болгарии. Находится в Софийской области, входит в общину Горна-Малина. Население составляет 443 человека (2022).

## Политическая ситуация
Макоцево подчиняется непосредственно общине и не имеет своего кмета.
Кмет (мэр) общины Горна-Малина — Емил Христов Найденов Болгарская социалистическая партия (БСП) по результатам выборов в правление общины.

## Известные уроженцы
- Димитр Иванов Попов (1894—1975) — болгарский химик, академик.